# 那里沙拉·努瓦迪翁
那里沙拉·努瓦迪翁亲王（1863年4月28日—1947年3月10日），本名七差伦（ Chitcharoen），暹罗（今泰国）四世王蒙固的第六十三子，曾任暹罗财政大臣、国防大臣、陆军大臣、海军大臣，艺术家。涉猎建筑学、文学、美术、音乐、戏剧等多领域，是泰国现代艺术先驱，后世誉为“暹罗国的大工匠”（ nai chang yai haeng krung sayam）。那里沙拉亲王的诞辰（4月28日）如今是泰国的那里亲王日。

## 生平

### 早年
那里沙拉亲王生于1863年4月28日，是蒙固国王的第六十三子，母亲是潘那莱。年少时由西洋传教士教育长大，从而对美术萌发兴趣。

### 政治和军事
那里沙拉亲王早年担任暹罗内政部公共工程、城市和乡村规划主任，负责暹罗的早期城市规划，设计铺设曼谷耀华力马路，同时开创电信和电报系统。此外他还在财政部、国防部、宫务部任职。
1892年至1894年，任财政大臣。1894年至1899年，任国防大臣（战争大臣）。他按照西方模式改革国防部，直接废除沿用自阿瑜陀耶时代的甲叻洪（กลาโหม）官制。1896年至1899年，任暹罗王家陆军联合行动部大臣，是为陆军最高官职。1898年至1899年，担任海军大臣。1905年至1909年任宫务大臣。1909年之后任枢密院顾问。
1934年至1935年，七世王巴差提朴赴英医治眼疾，那里沙拉亲王出任摄政。1935年，七世王退位，传位给九岁的阿南塔玛希敦；那里沙拉亲王则拒绝续任摄政。

### 艺术
那里沙拉亲王是暹罗现代艺术的先驱，是暹罗艺术现代化的重要人物。他和暹罗匠人、意大利艺术家合作设计艺术品。
那里沙拉为暹罗政府各部设计了纹章。
以大理石建造的云石寺是由那里沙拉亲王设计，这座寺庙成为西式材料和风格，以及暹罗风格结合的典范。他还设计了云石寺旁的云石寺学校。
那里沙拉亲王创作了泰国的王室颂歌《頌聖歌》的歌词，其他作品有《Khamen Sai Yok》。

#### 作品图集

暹罗迦楼罗国章，现代泰国国徽的初版设计
暹罗王家学会会徽
王家图书馆馆徽
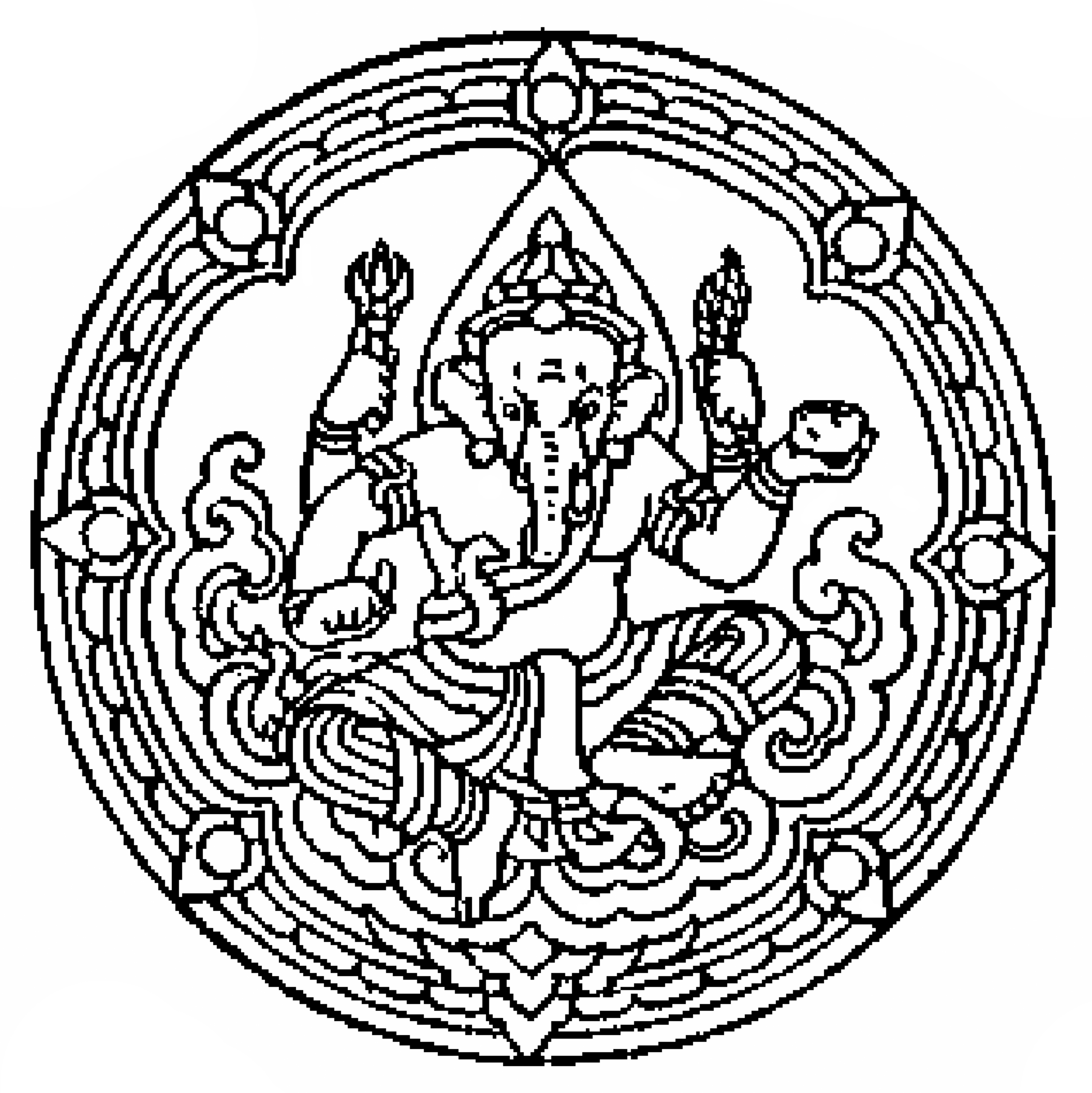
暹罗美术部徽章
曼谷市徽
丹龙亲王纹章
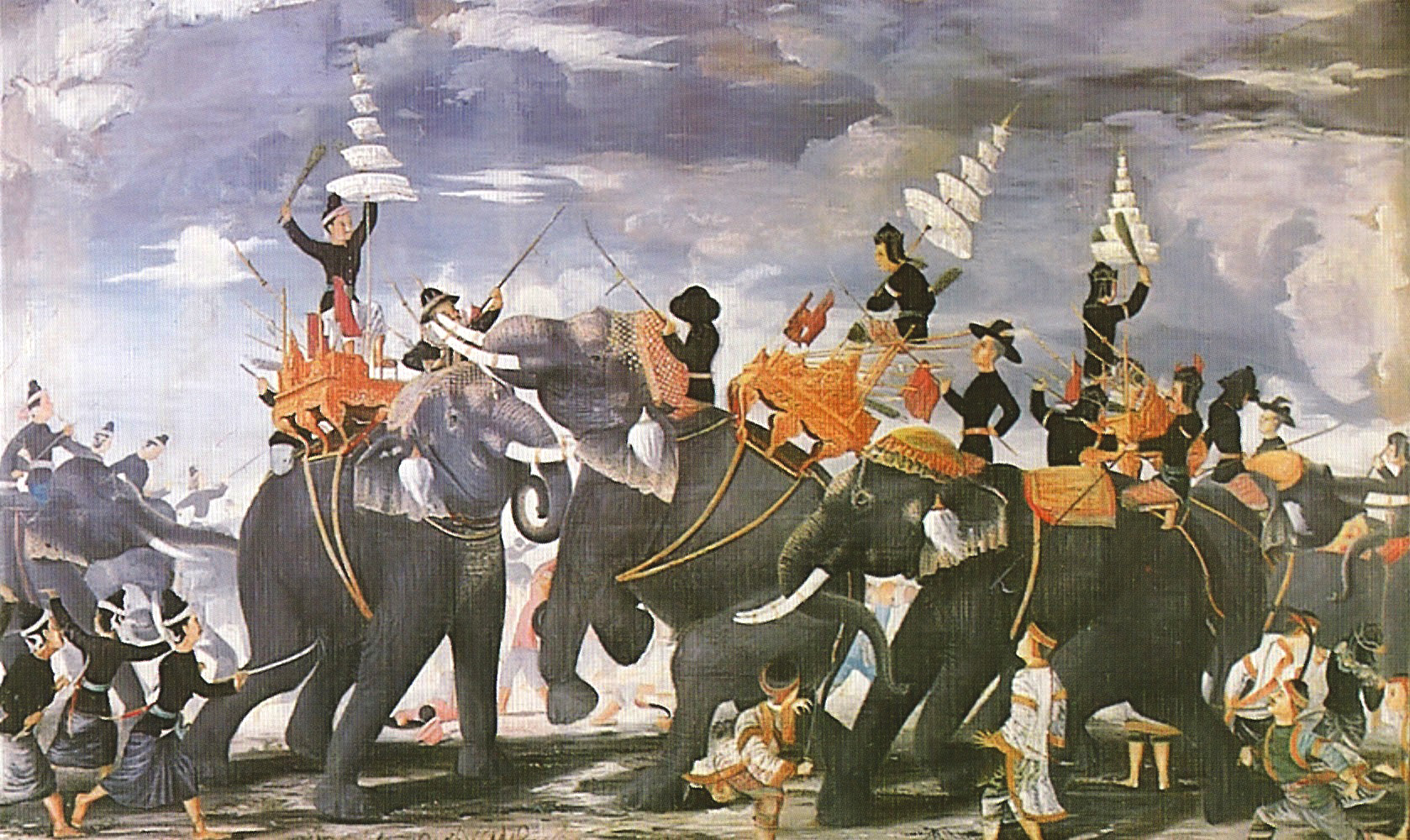
绘画：素里育泰王后骑象征战
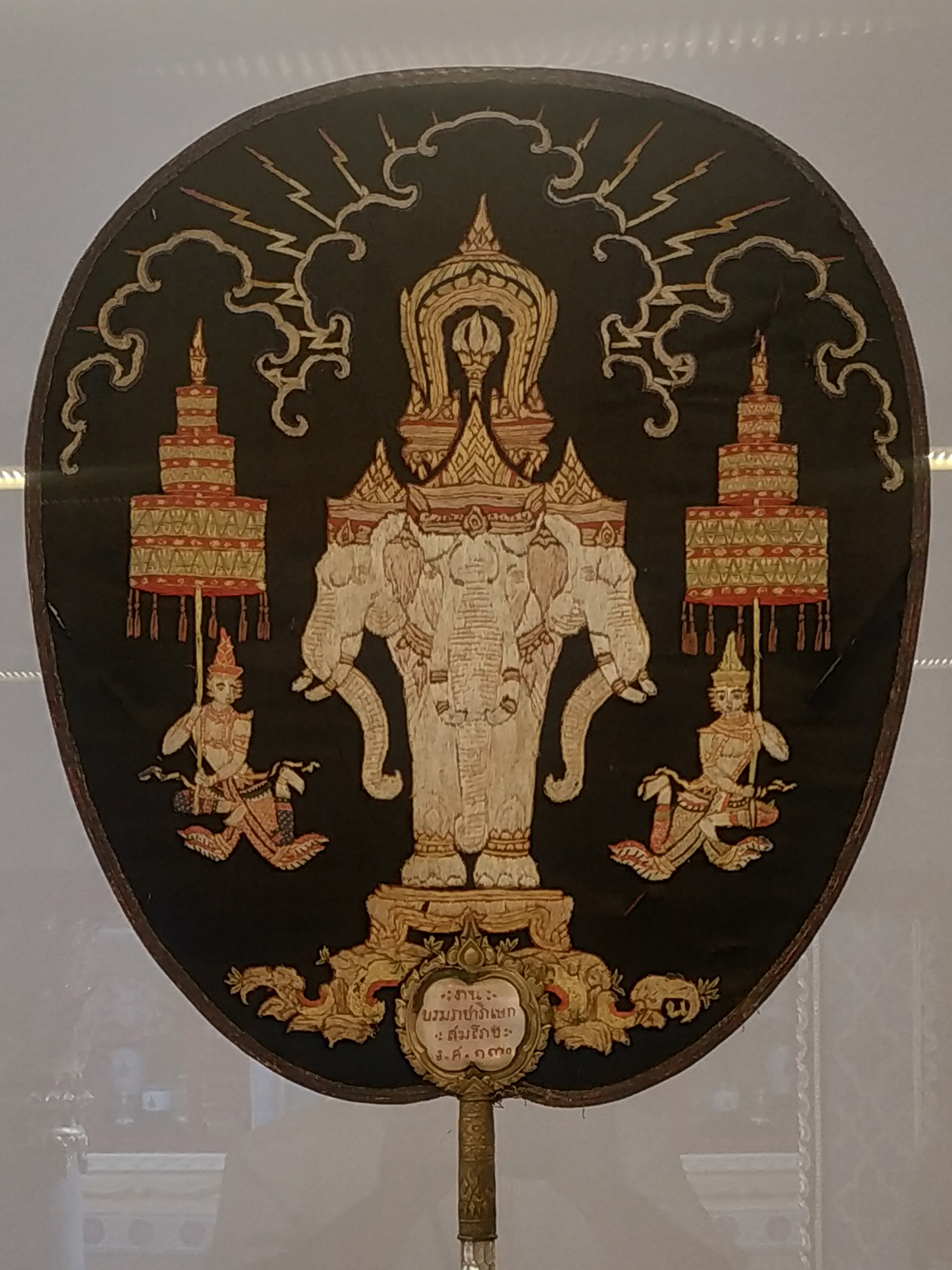
六世王瓦栖拉兀加冕礼所用的扇子，藏于拉差博披寺
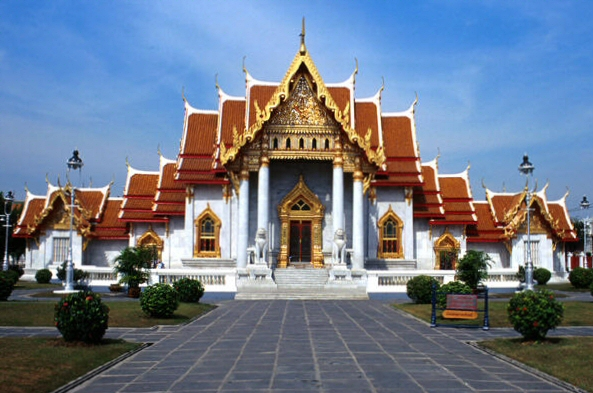
云石寺

## 家庭
那里沙拉亲王有三段婚姻。他和第一任妻子Mom Rachavongse Pluem Sirivongse（หม่อมราชวงศ์ปลื้ม ศิริวงศ์）育有一女：
- Pluemchit Chitrabongse（หม่อมเจ้าปลื้มจิต จิตรพงศ์）

其第一任妻子去世后，那里沙拉亲王的第二任妻子是Mom Malai Chitrabongse Na Ayudhaya（หม่อมมาลัย เศวตามร์），育有二子：
- Ai Chitrabongse（หม่อมเจ้าอ้าย จิตรพงศ์）
- Charoenchai Chitrabongse（หม่อมเจ้าเจริญใจ จิตรพงศ์）

其第二任妻子去世后，那里沙拉亲王的第三任妻子是Mom Rachavongse To Ngon-rot（หม่อมราชวงศ์โต งอนรถ），育有三子三女：
- Sam Chitrabongse（หม่อมเจ้าสาม จิตรพงศ์）
- Pralomchit Chitrabongse（หม่อมเจ้าประโลมจิตร จิตรพงศ์）
- Duangchit Chitrabongse（หม่อมเจ้าดวงจิตร จิตรพงศ์）
- Yachai Chitrabongse（หม่อมเจ้ายาใจ จิตรพงศ์）
- Phlao-rot Chitrabongse（หม่อมเจ้าเพลารถ จิตรพงศ์）
- Konnika Chitrabongse（หม่อมเจ้าหญิงกรณิกา จิตรพงศ์）

## 称呼
其正式称呼为颂德拍昭博龙玛翁特昭法七差伦功披耶那里沙拉努瓦迪翁（ Somdet Phra Chao Boromma Wong Thoe Chao Fa Chitcharoen Krom Phraya Naritsaranuwattiwong），意为七差伦王子殿下那里沙拉努瓦迪翁亲王。

## 逝世
那里沙拉亲王於1947年3月10日中风逝世。其葬礼在皇家田广场举行，其火葬亭规格同八世王阿南塔玛希敦一致。1963年誕辰100周年之際，聯合國教科文組織將其列入「世界文化名人」，他也是继丹隆·拉差努帕之后，第二位獲此稱號的泰國人。

## 延伸阅读
- Chitrabongs, M.L. Chittawadi.  Hardcover. Chicago: Serindia Publications. January 2017  [2023-06-28]. ISBN 9781932476859. （原始内容存档于2019-04-25）.